# Superliga Femenina de Turquía
La Superliga Femenina de Turquía (en turco: Süper Lig) y conocida por motivos de patrocinio como Superliga de fútbol femenino de Turkcell es la máxima categoría del fútbol profesional femenino en Turquía. Es organizada por la Federación turca de futbol (TFF) y se disputa desde 2021. 
anteriormente desde 1993 y hasta 2021 la 1.ª Liga Femenina (en turco: Kadınlar 1. Ligi) era la máxima categoría de futbol profesional femenino

## Historia
El 22 de diciembre de 1993, la federación turca de fútbol decidió crear oficialmente, la liga estaba compuesta por 16 clubes totalmente amateurs que competían en 4 grupos, la liga empezó el 2 de abril de 1994 y culminó el 21 de mayo de 1994. con la final, el Dinarsuspor fue el primer campeón tras vencer en la final 3-1 al Acarlarspor.
Con el fin de aumentar la calidad de la liga en la temporada 2009-10 dos equipos descendieron y cuatro equipos ascendieron. Así en la temporada 2010-11 estuvo formada por Doce equipos y Fashion One TV se convirtió en el patrocinador oficial de la liga.
Para la temporada 2012-13 el formato de la liga cambio jugándose fase de todos contra todos en partidos de ida y vuelta donde el que más puntos hiciera sería el campeón y se clasificaría para la liga de campeones femenina de la UEFA.
Para la temporada 2019-20 el número de equipos aumento de diez a doce, pero esta temporada no se pudo concluir debido a la pandemia por Covid-19 en Turquía. 
La temporada siguiente estuvo dedicada a los trabajadores de la salud y se denominó 2021 Turkcell Femenina de Turquía. Temporada de trabajadores sanitarios de la liga de fútbol (en turco: 2021 Sağlık Çalışanları Futbol Ligi). La liga estaba formada por 16 equipos. Los equipos se dividieron en cuatro grupos en un torneo de todos contra todos. Los dos mejores equipos de los cuatro grupos avanzaban a una fase de eliminación directa
En la temporada 2021-22 hubo una reestructuración en el sistema de ligas del fútbol turco, se creó de forma oficial la Superliga Femenina de Turquía con la participación de los 16 equipos que competían en la 1.ª Liga Femenina y 8 de los mejores clubes de la Superliga turca que cumplieron con los criterios y solicitaron unirse a la liga.

## Clubes
Para la temporada 2023/24 los clubes eran los siguientes
| Team                     | Ciudad           | Estadio                                   |
| ------------------------ | ---------------- | ----------------------------------------- |
| 1207 Antalya Spor        | Antalya          | Zeytinköy Stadium's Field #3              |
| Adana İdmanyurduspor     | Adana            | Gençlik Stadium                           |
| ALG Spor                 | Gaziantep        | Batur Stadium                             |
| Amed Sportif Faaliyetler | Diyarbakır       | Talaytepe Sports Facility                 |
| Ataşehir Belediyespor    | Estambul         | Yeni Sahra Stadium                        |
| Beşiktaş J.K.            | Estambul         | İBB GOP Halit Kıvanç City Stadium         |
| Beylerbeyi               | Estambul         | Beylerbeyi 75. Yıl Stadium                |
| Fatih Karagümrük S.K.    | Estambul         | Vefa Stadium                              |
| Fatih Vatan Spor         | Estambul         | Fatih Mimar Sinan Stadium                 |
| Fenerbahçe S.K.          | Estambul         | Fenerbahçe Lefter Küçükandonyadis Stadium |
| Ankara BB Fomget GS      | Ankara           | Batıkent Stadium                          |
| Galatasaray S.K.         | Estambul         | Florya Metin Oktay Facilities             |
| Gaziantep Asyaspor       | Gaziantep        | Aktoprak Futbol Sahası                    |
| Hakkarigücü Spor         | Hakkari          | Merzan City Football Field                |
| Kdz. Ereğlispor          | Karadeniz Ereğli | Beyçayir Football Field                   |
| Trabzonspor              | Trabzon          | Mehmet Ali Yılmaz Stadium                 |

## Historial de campeones
| Temporada | Campeón                                  | Subcampeón                               |
| --------- | ---------------------------------------- | ---------------------------------------- |
| 1994      | Dinarsuspor                              | Acarlarspor                              |
| 1994–95   | Dinarsuspor                              | Acarlarspor                              |
| 1995–96   | Dinarsuspor                              | Gürtaşspor                               |
| 1996–97   | Dinarsuspor                              | İstanbul Sitespor                        |
| 1997–98   | Zara Ekinlispor                          | Adana Yataşspor                          |
| 1998–99   | Marshall Boyaspor                        | ?                                        |
| 1999–00   | Delta Mobilyaspor                        | Marshall Boyaspor                        |
| 2000–01   | İstanbul Kuzeyspor                       | Zeytinburnuspor                          |
| 2001–02   | Zeytinburnuspor                          | Samsungücü                               |
| 2002–03   | Samsungücü                               | Gazi Üniversitesispor                    |
| 2003–06   | No hubo torneo                           | No hubo torneo                           |
| 2006–07   | Gazi Üniversitesispor                    | Mersin Camspor                           |
| 2007–08   | Gazi Üniversitesispor                    | Bucaspor                                 |
| 2008–09   | Trabzonspor                              | Bucaspor                                 |
| 2009–10   | Gazi Üniversitesispor                    | Trabzonspor                              |
| 2010–11   | Ataşehir Belediyespor                    | Konak Belediyespor                       |
| 2011–12   | Ataşehir Belediyespor                    | Kdz. Ereğlispor                          |
| 2012–13   | Konak Belediyespor                       | Ataşehir Belediyespor                    |
| 2013–14   | Konak Belediyespor                       | Ataşehir Belediyespor                    |
| 2014–15   | Konak Belediyespor                       | Ataşehir Belediyespor                    |
| 2015–16   | Konak Belediyespor                       | Ataşehir Belediyespor                    |
| 2016–17   | Konak Belediyespor                       | Beşiktaş                                 |
| 2017–18   | Ataşehir Belediyespor                    | Beşiktaş                                 |
| 2018–19   | Beşiktaş                                 | ALG Spor                                 |
| 2019–20   | No disputada por la pandemia de COVID-19 | No disputada por la pandemia de COVID-19 |
| 2020–21   | Beşiktaş                                 | Fatih Vatan Spor                         |
| 2021–22   | ALG Spor                                 | Fatih Karagümrük                         |
| 2022–23   | Ankara BB Fomget                         | Fenerbahçe                               |
| 2023–24   | Galatasaray                              | Ankara BB Fomget                         |

## Palmarés
| Club                  | Campeonato | Subcampeonato |
| --------------------- | ---------- | ------------- |
| Konak Belediyespor    | 5          | 1             |
| Dinarsuspor           | 4          | –             |
| Ataşehir Belediyespor | 3          | 4             |
| Gazi Üniversitesispor | 3          | 1             |
| Beşiktaş              | 2          | 2             |
| Marshall Boyaspor     | 2          | 2             |
| ALG Spor              | 1          | 1             |
| Ankara BB Fomget      | 1          | 1             |
| Samsungücü            | 1          | 1             |
| Trabzonspor           | 1          | 1             |
| Zeytinburnuspor       | 1          | 1             |
| Delta Mobilyaspor     | 1          | –             |
| Galatasaray           | 1          | –             |
| İstanbul Kuzeyspor    | 1          | –             |